# Moros
Moros kallade spanjorerna de muslimska invånarna på Filippinerna mestadels bosatta på södra Mindanao och Suluöarna. De försökte redan på 1500-talet underkuva och omvända dem med kristna filippiners hjälp, vilket ledde till ständiga krig mellan dessa grupper, som fortsatte även efter det att USA erövrat öarna från Spanien.

## Inhemska etniska grupper
De tretton moroetniska grupper som finns i de södra öarna Filippinerna är följande:
Maranaw, Maguindanao, Tasug, Yakan, Iranun, Sama, Badjao, Kalibugan, 	Kalagan, Sangil, Palawani, Molbog och Jama Mapun.
Benämningen Moros har utvecklats och blivit sedd som en enhetlig makt. Den antogs av flera befrielserörelser i regionen i slutet av 1960-talet och början av 1970-talet, inklusive Moro National Liberation Front (MNLF) och Rashid Lucmans Bangsa Moro Liberation Organization (BMLO). Moros Islamic Liberation Front (MILF) antog det också 1984.
Termen Bangsamoro, härstammar från den gamla malaysiska ordet Bangsa, som betyder nation och Moro som betyder människor, används för att beskriva både Morofolket och deras hemland. Efter fredsförhandlingar mellan Republiken Filippinerna och Moro Islamic Liberation Front, finns ett ramavtalet om Bangsamoro som erkänner Bangsamoro som en identitet och uppmanar till skapandet av en självständig politisk enhet som kallas Bangsamoro.

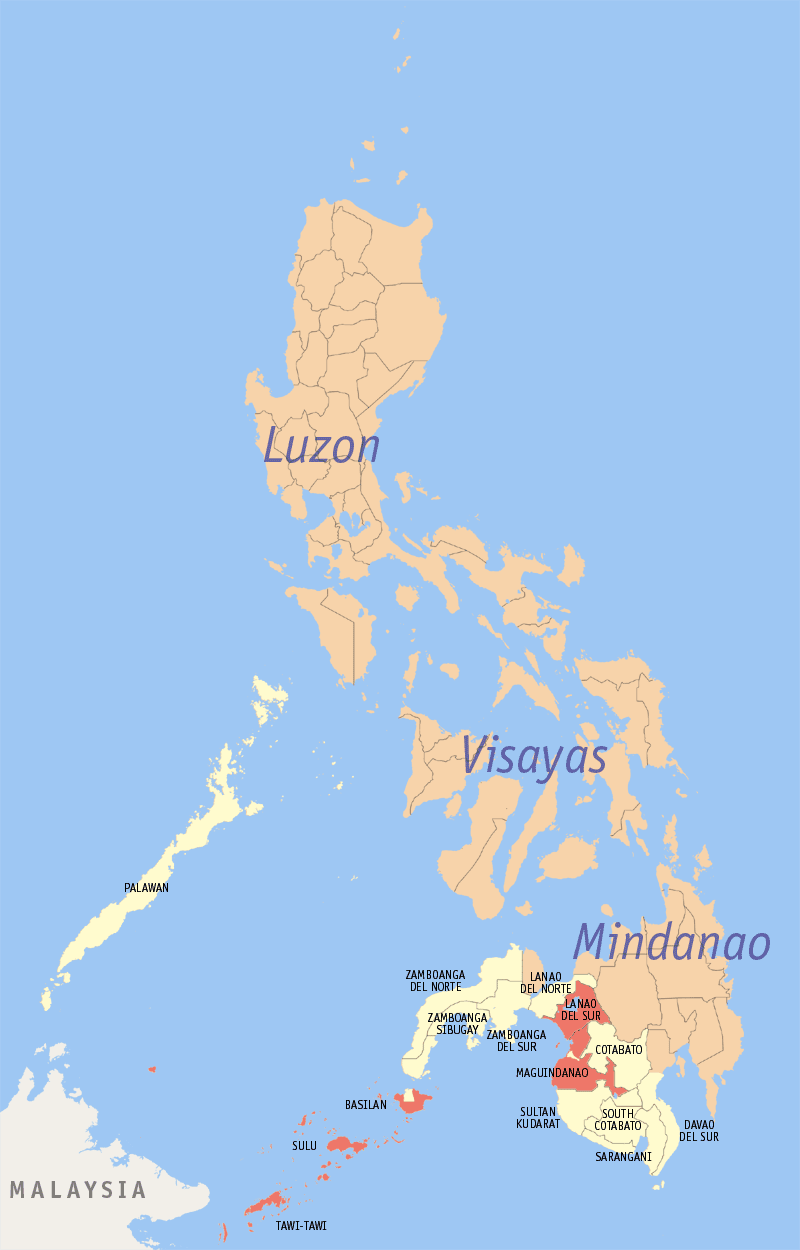
Territorium för autonoma Muslimska Mindanao. Historisk utbredning och styrning av morobefolkningen.

### Regioner
Moros område kallas Bangsamororegionen. Deras territorium ligger i provinserna Basilan, Cotabato, Compostela Valley, Davao del Sur, Lanao del Norte, Lanao del Sur, Maguindanao, Palawan, Sarangani, South Cotabato, Sultan Kudarat och Sulu, Tawi-Tawi. Det inkluderar städerna i Cotabato, Dapitan, Dipolog, General Santos, Iligan och Marawi. Det område i den tidigare brittiska protektoratet i östra Nordborneo (numera östra Sabah) som administreras av Malaysia, men bestreds genom Filippinerna, har också hävdats av Moro National Liberation Front för Bangsamoro Republik, som förklarade sig självständigt 2013.
Ramavtalet om Bangsamoro definierar bangsamoro till att vara de som vid tiden för erövringen och kolonisation ansågs infödda eller ursprungliga invånarna i Mindanao och Suluöarna och dess angränsande öar inklusive Palawan. Den 5 augusti 2008, förklarades ett försök av den filippinska regeringens fredsförhandlingsgrupp att underteckna ett samförståndsavtal om Ancestral Domain med Moro Islamic Liberation Front som grundlagsstridig av den filippinska högsta domstolen.

## Nuläge
På grund av de förödande slutresultaten av sin egen politik från förr och nu, är Filippinerna fortfarande pressade att behandla de 400 år gamla frågorna om Bangsamoro som orsakats av den fortsatta närvaron av Moros islamiska befrielsefront (en utbrytningsfraktion av MNLF), Abu Sayyaf och Jemaah Islamiyah. Även det väpnade kommunistpartiet har fått sitt fotfäste i Mindanao med stor Lumadanslutning.
Presidentrådgivare inom fredsprocessen (OPAPP) har 2014 sammanställt de vanliga frågor som ställs om Bangsamorogrundlagen, utkastet som president Benigno Aquino III lämnat in till kongressledare.
Den föreslagna Bangsamorogrundlagen avskaffar Muslimska Mindanao (ARMM) och fastställer nya Bangsamoros politiska identitet i dess ställe. Lagen bygger på det övergripande avtalet om Bangsamoro som undertecknats av den filippinska regeringen och Moros islamiska befrielsefront (MILF) i mars 2014.